# ورزار
ورزار (به صربی: Verzar) یک منطقهٔ مسکونی در صربستان است که در دیمیتروگراد واقع شده‌است. ورزار ۹ نفر جمعیت دارد.